# 추상록
추상록(1970년 ~ )은 대한민국의 배우이자 영화 감독이다. 추송웅의 차남이자, 추상미의 둘째 오빠이다.

## 학력
- 중앙대학교 연극영화학 학사
- 뉴욕 주립 대학교 스토니브룩 드라마트루기 석사

## 작품 목록

### 영화
배우
- 《역모: 반란의 시대》 (2017년) - 내금위장 역
- 《소리굽쇠》 (2014년) - 조사관 역
- 《감》 (2011년)
- 《꿈은 이루어진다》 (2010년) - 북GP 2분대장 역
- 《더 게임》 (2008년) - 김 박사 역
- 《두 사람이다》 (2007년) - 엔딩 선생 역
- 《마강호텔》 (2007년) - 공병구 역
- 《조폭 마누라 3》 (2006년) - 작두 역
- 《여교수의 은밀한 매력》 (2006년) - 양아치 역
- 《서바이벌 게임》 (2002년)
- 《빨간 피터의 고백》 (2001년)

감독
- 《소리굽쇠》 (2014년)
- 《감》 (2011년)
- 《빨간 피터의 고백》 (2001년)

### 드라마
- 《삼식이 삼촌》 (2024년, Disney+) - 박지욱 역
- 《달려라 장미》 (2014년, SBS) - 김상배 역
- 《신의 저울》 (2008년, SBS) - 강 형사 역
- 《경성기방 영화관》 (2007년, OCN) - 나까무라 역
- 《로비스트》 (2007년, SBS)
- 《회전목마》 (1989년, KBS1)

## 수상
- 2011년 3D 한국국제영화제 장편부문 대상